# Han Huidi
L’empereur Huidi des Han (漢恵帝), deuxième de la dynastie de Han, né en -210, régna de -195 à sa mort le 26 septembre -188. Son nom personnel était Liu Ying (劉盈). Son nom posthume complet est Xiaohui Huangdi (孝惠皇帝).
De tempérament paisible, il dut laisser sa mère l’Impératrice Lü (呂後) gouverner, tout en tentant sans grand succès de contrer l’hostilité de cette dernière vis-à-vis de ses demi-frères. L'historien Sima Qian ne jugea pas nécessaire de lui consacrer un chapitre biographique et intégra les informations le concernant à la biographie de sa mère.

## Biographie
Deuxième fils de Han Gaozu, il fut nommé prince héritier en -202 car sa mère était l’impératrice en titre. Il avait passé les cinq premières années de sa vie avec elle et sa sœur chez son grand-père paternel dans l’actuel Jiangsu, séparé de son père qui guerroyait. Il faillit être remplacé par son demi-frère Ruyi, fils de dame Qi (戚夫人), favorite de Gaozu, mais l’autorité de sa mère empêcha ce projet. Outre la pression exercée par dame Qi, les historiens chinois anciens estiment que l’empereur Gaozu n’appréciait pas le tempérament pacifique de Liu Ying. Après la mort de son père en -195, il aurait pourtant tenté de protéger Ruyi contre la vindicte maternelle en le gardant auprès de lui, mais Ruyi fut empoisonné en -194 un jour que Huidi s’était absenté. Cette même année, il reçut son aîné le prince de Qi avec trop d’égards selon l’impératrice Lü qui tenta de l’empoisonner. Huidi lui aurait alors sauvé la vie, mais ne put empêcher l’impératrice de lui extorquer une rançon sous la forme d’un fief qu’il offrit à la princesse Luyuan.
Selon l’historiographie traditionnelle, ces faits, joints au traitement cruel infligé à dame Qi par l’imperatrice, l’auraient dégoûté de l’exercice du pouvoir. Il aurait alors cessé d’assister au conseil des ministres et se serait tourné vers l'alcool et les femmes. Le rôle le plus important qu’il avait joué jusque-là avait été d’administrer la région de la capitale Chang'an, assisté du lettré Shusun Tong (叔孫通) et du stratège Zhang Liang (張良), lors de l’absence de son père parti mater la rébellion de Ying Bu (英布) en -196. 
B
Sa mère lui fit épouser en -192 sa nièce Zhang Yan (張嫣), fille de sa sœur la princesse Luyuan, qui n’avait que dix ans. Ce mariage ne produisit pas d’enfants. Les ministres qui organisèrent la purge de la famille Lü après la mort de l’impératrice douairière en -180, désirant que l’empire passe à son demi-frère le prince de Dai, ne voulurent pas reconnaître de fils biologique à Huidi. Ils prétendirent donc que l’impératrice Lü avait fait enlever des plébéiens pour les lui donner comme fils adoptifs après avoir fait tuer leurs mères. Néanmoins les historiens pensent que ses fils sont bien les siens, nés de concubines. Deux d’entre eux Liu Gong (劉恭) - Qian Shaodi - et Liu Hong (劉弘) - Hou Shaodi - lui succédèrent brièvement. Trois moururent jeunes et trois furent exécutés en -180 lors de la purge de la famille Lü.
Huidi mourut en -188 durant le 8e mois dans le palais Weiyang à Chang'an d’une maladie non précisée. Il fut enterré dans le tumulus de Anling (安陵) près de Xianyang.

## Famille
- Parents
  - Père : Han Gaozu
  - Mère : impératrice Lü
- Femme
  - Impératrice Zhang Yan (張嫣) (-202?~-163), sa nièce, fille de la princesse Luyuan.
- Fils, probablement nés de concubines restées anonymes
  - Prince héritier Liu Gong (劉恭), adopté par l’impératrice comme son propre fils ; il succéda en à son père en -188 comme empereur Qian Shaodi (前少帝) mais fut emprisonné et tué en -184 sur ordre de l’impératrice Lü pour s’être montré hostile à sa famille.
  - Liu Shan (劉山), renommé Liu Yi (劉義) puis Liu Hong (劉弘), marquis de Xiangcheng (襄城侯) puis prince de Hengshan (常山王), devint l'empereur [Hou] Shaodi (後少帝) en -184 et fut exécuté en -180 lors de la « purge du clan Lü».
  - Liu Buyi (劉不疑), prince de Hengshan (恆山王), mort en -186 (cause non précisée).
  - Liu Qiang (劉疆), prince de Huaiyang (淮陽王), mort en -183 (cause non précisée).
  - Liu Chao (劉朝), marquis de Zhi (軹侯) puis prince de Hengshan (恆山王), exécuté en -180 lors de la « purge du clan Lü».
  - Liu Wu (劉武), marquis de Huguan (壺關侯) puis prince de Huaiyang (淮陽王), exécuté en -180 lors de la « purge du clan Lü».
  - Liu Tai (劉太), marquis de Changping puis prince de Jichuan, exécuté en -180 lors de la « purge du clan Lü».